# Szczepańcowa
Szczepańcowa est un village du sud-est de la Pologne situé dans le powiat de Krosno en voïvodie des Basses-Carpates. Il fait partie de la gmina de Chorkówka (commune rurale). D'une superficie de 4,94 km2, le village comptait 1 256 habitants en 2021.

## Géographie

### Localisation
Le village de Szczepańcowa se situe à 8,8 km de Chorkówka le chef-lieu de la gmina (commune), à 5,9 km de Krosno, le siège du powiat (district) et à 61,8 km au sud-ouest de Rzeszów le chef-lieu de la voïvodie (région).

### Climat
À Szczepańcowa, les étés sont confortables et partiellement nuageux et les hivers sont glacials, neigeux et nuageux dans l'ensemble. Au cours de l'année, la température varie généralement de −6 à 23 °C et est rarement inférieure à −15 °C ou supérieure à 29 °C.
| Mois                                | jan. | fév. | mars | avril | mai | juin | jui. | août | sep. | oct. | nov. | déc. | année |
| ----------------------------------- | ---- | ---- | ---- | ----- | --- | ---- | ---- | ---- | ---- | ---- | ---- | ---- | ----- |
| Température minimale moyenne (°C)   | −5   | −5   | −2   | 2     | 7   | 10   | 12   | 11   | 8    | 4    | 0    | −4   | 3,17  |
| Température moyenne (°C)            | −3   | −2   | 2    | 7     | 12  | 15   | 17   | 17   | 12   | 8    | 3    | −2   | 7,17  |
| Température maximale moyenne (°C)   | 0    | 1    | 6    | 12    | 17  | 20   | 22   | 22   | 17   | 11   | 5    | 1    | 11,17 |
| Nombre de jours avec précipitations | 5,5  | 5    | 6,1  | 7,4   | 10  | 10,9 | 10,9 | 9    | 7,5  | 6,2  | 5,8  | 5,8  | 90,1  |
| Nombre de jours avec neige          | 2,3  | 2,1  | 1    | 0,3   | 0   | 0    | 0    | 0    | 0    | 0,1  | 0,9  | 1,8  | 8,5   |

## Politique et administration

### Fonctionnement
Le village de Szczepańcowa est une unité auxiliaire de la gmina de Chorkówka (commune rurale). Le gouvernement local des habitants du village fonctionne sur la base des dispositions légales et en en particulier la Loi du 8 mars 1990 sur l'autonomie municipale (Journal des lois de 2001, no 142, article 1591) et la résolution n° VII/52/03 du Conseil communal de Chorkówka du 12 juin 2003 concernant l'adoption du statut de la commune de Chorkówka.
Les autorités du village sont : 
- l'assemblée du village : l'organe décisionnel (législatif) de la communauté villageoise ;
- le chef et le conseil du village : le conseil du village assiste le chef du village. Ils sont l'organe exécutif du village.

Le mandat du chef du village et du conseil du Village dure 4 ans et se termine par l'élection de nouveaux membres.
Les tâches du conseil du village comprennent : 
- la participation à l'examen des questions importantes pour les habitants du village ;
- façonner les règles de la coexistence sociale ;
- organiser un travail en commun pour le lieu de résidence ;
- créer une aide de quartier.

Il exerce ses missions à travers :
- l'adoption de résolutions dans le cadre des compétences accordées ;
- des avis sur les questions dans le cadre des compétences accordées ;
- la participation à l'organisation et à la conduite de consultations publiques sur les projets de résolutions du Conseil Communal sur des questions d'importance fondamentale pour les résidents ;
- la soumission d'une demande au Conseil Communal pour examiner les questions qui doivent être résolues et qui dépasse les possibilités des habitants du village ;
- la coopération avec les conseillers de la zone du village pour organiser des réunions avec les électeurs[4].

### Élus
En 2022, Marta Żołna est le chef du village.

## Population et société
En 2021, le village de Szczepańcowa comptait 1 256 habitants, en augmentation de 16,95 % par rapport à 1998.
En 2021, 61,9 % des habitants du village de Szczepańcowa sont en âge de travailler (entre 18 et 64 ans pour les hommes et 18 et 59 ans pour les femmes). 18,3 % des habitants ont moins de 18 ans et 19,7 % ont l'âge légal de la retraite. Les personnes en âge de travailler représentent 58,3 % de la population de la voïvodie des Basses-Carpates et 52,4 % de la population de Pologne. Ainsi, le taux de dépendance démographique du village de Szczepańcowa est inférieur à celui de la voïvodie des Basses-Carpates et inférieur à celui de la Pologne.
| Classe d'âge                                                                                           | Hommes | Femmes | Total  |
| --- | ------ | ------ | ------ |
| Population <18 ans                                                                                     | 17,7 % | 18,8 % | 18,3 % |
| Population en âge de travailler (entre 18 ans et 59 ans pour les femmes et les 64 ans pour les hommes) | 68,5 % | 56,4 % | 61,9 % |
| Population à l'âge légal de la retraite                                                                | 13,7 % | 24,8 % | 19,7 % |
| Total                                                                                                  | 100 %  | 100 %  | 100 %  |

| 1998  | 2002  | 2009  | 2011  | 2021  |
| ----- | ----- | ----- | ----- | ----- |
| 1 074 | 1 151 | 1 231 | 1 214 | 1 256 |